# Сантьяго-дель-Естеро (провінція)
Сантья́го-дель-Есте́ро (ісп. Santiago del Estero ) — провінція Аргентини, розташована на півночі країни. Її столиця — місто Сантьяго-дель-Естеро. Межує з провінціями Сальта, Чако, Санта-Фе, Кордова, Катамарка і Тукуман.

## Географія

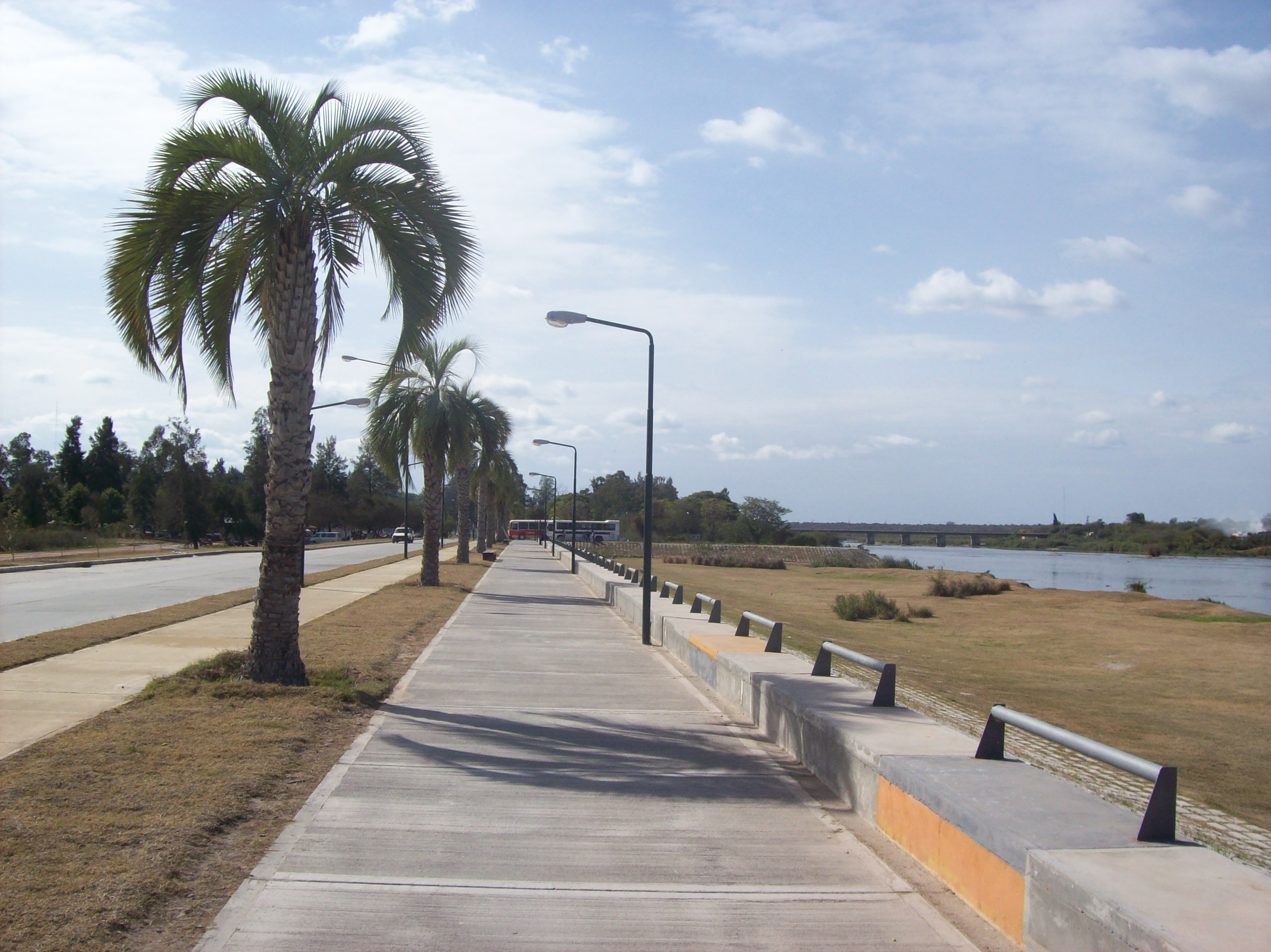
Узбережжя Ріо-Дульсе

Територія провінції Сантьяго-дель-Естеро майже повністю знаходиться у рівнинній природній зоні Гран-Чако. Лише невелику площу на півдні і сході займають Пампінські гори.
На південному заході біля кордону з провінціями Кордова і Катамарка знаходяться великі солончаки.
Клімат провінції субтропічний континентальний. Характерні значні коливання температур між порами року (від −15 °C до +50 °C) і впродовж дня. Часті аномальні температури, наприклад +40 °C взимку. Вологість повітря низька, більшість опадів припадає на літо. Провінція регулярно потерпає через посухи.
Найбільшими річками провінції є Ріо-Саладо, Ріо-Дульсе, Орконес, Урвенья, Альбігаста. На річки Дульсе і Саладо живлять велику систему зрошувальних каналів.

## Історія
До приходу іспанських колонізаторів землі, де зараз знаходиться провінція Сантьяго-дель-Естеро, були переважно заселені індіанськими племенами тонокоте, луле, діагіти, вілела, мокові, санавірон.
Першим європейцем, який побував у цій місцевості був Дієго де Рохас 1542 року. Він також намагався заснувати тут місто, але спроба була невдалою.
1 березня 1543 року створено віцекоролівство Перу, до якого у складі губернаторства Тукуман увійшли й землі сучасної провінції Сантьяго-дель-Естеро.
1550 року капітан Хуан Нуньєс де Прадо заснував тут перше поселення, яке через претензії чилійської влади на ці землі та інші причини кілька разів переносилося з місця на місце. Згодом місто отримало назву Сантьяго-дель-Естеро. Воно вважається найстаршим європейським поселенням на території Аргентини.
З 1563 року Сантьяго-дель-Естеро було під владою генерал-капітанства Чилі.
1564 року було створено провінцію Тукуман, столицею якої стало місто Сантьяго-дель-Естеро, завдяки чому регіон почав набирати геополітичне значення. До складу тодішнього Тукуману входили території сучасних провінцій Тариха, Жужуй, Сальта, Катамарка, Тукуман, Сантьяго-дель-Естеро, Ла-Ріоха і Кордова.
Через постійні повені на річці Дульсе місто Сантьяго-дель-Естеро не могло розвиватися достатньо швидко, тому столицю Тукуману було перенесено до Кордови.
1776 року Тукуман увійшов до складу новоствореного віцекоролівства Ріо-де-ла-Плата. З 5 серпня 1783 року віцекоролівство поділили на декілька адміністративно-територіальних одиниць, зокрема інтендантство Сальта-де-Тукуман зі столицею у місті Сальта. До нього увійшли землі сучасних Сантьяго-дель-Естеро, Катамарки, Тукуману, Жужуя, Сальти і Пуна-де-Атакама.
Уряд Сантьяго-дель-Естеро підтримав Травневу революцію 1810 року, але не брав у ній активної участі через незначне населення регіону.
8 жовтня 1814 року було створено губернаторство Тукуман зі столицею у Сан-Мігель-де-Тукумані. До нього увійшли землі Тукуману, Катамарки і Сантьяго-дель-Естеро.
У 1815—1817 роках у провінції відбулося два автономістських повстання під керівництвом Хуана Франсіско Борхеса, які не досягли своєї мети.
22 січня 1820 року Бернабе Араос оголосив про незалежність Федеральної Республіки Тукуман, до складу якої увійшли землі колишнього інтендантства. 6 вересня 1820 року було прийнято її конституцію.
27 квітня 1820 року Хуан Феліпе Ібарра заявив про автономію провінції Сантьяго-дель-Естеро від Тукуману і її входження до складу Аргентинської конфедерації. Того ж дня було обрано першого губернатора провінції. Ібарра правив провінцією до своєї смерті у 1851 році.
1856 року Сантьяго-дель-Естеро затвердив свою першу провінційну конституцію. 1858 року були встановлені межі з Тукуманом.
31 січня 1872 року було створено національну територію Гран-Чако, до складу якої увійшла також східна половина сучасної провінції Сантьяго-дель-Естеро. 16 жовтня 1884 року Гран-Чако було поділено на провінції Формоса і Чако, а також встановлено кордони між ними і Сантьяго-дель-Естеро. Законом від 13 листопада 1886 року було визначено кордони з провінцією Санта-Фе, 31 жовтня 1980 року було — з Тукуманом, 18 грудня 1979 — з Сальтою, 18 квітня 1983 — з Кордовою.

## Економіка
Основою економіки провінції Сантьяго-дель-Естеро є сільське господарство. Найважливішою сільськогосподарською культурою є бавовник, за виробництвом якого Сантьяго-дель-Естеро посідає друге місце серед провінцій Аргентини. Також є значні посіви сої, кукурудзи і цибулі.
У скотарстві переважає вирощування великої рогатої худоби, особливо на сході провінції.
Найрозвиненішими галузями промисловості є харчова, текстильна, металургійна.

## Освіта
| Освіта у провінції Сантьяго-дель-Естеро (2009) | Освіта у провінції Сантьяго-дель-Естеро (2009) | Освіта у провінції Сантьяго-дель-Естеро (2009) | Освіта у провінції Сантьяго-дель-Естеро (2009) |
| Рівень                                         | Навчальних закладів                            | Учнів                                          | Працівників                                    |
| ---------------------------------------------- | ---------------------------------------------- | ---------------------------------------------- | ---------------------------------------------- |
| Дошкільні                                      | 587                                            | 33 748                                         | 2 410                                          |
| - державні                                     | 536                                            | 29 066                                         | 1 962                                          |
| - приватні                                     | 51                                             | 4 682                                          | 448                                            |
| Початкові                                      | 1 253                                          | 137 386                                        | 9 066                                          |
| - державні                                     | 1 200                                          | 124 177                                        | 8 127                                          |
| - приватні                                     | 53                                             | 13 209                                         | 939                                            |
| Середні                                        | 274                                            | 74 894                                         | 5 632                                          |
| - державні                                     | 208                                            | 57 637                                         | 4 488                                          |
| - приватні                                     | 66                                             | 17 257                                         | 1 144                                          |
| Вищі                                           | 58                                             | 12 112                                         | 787                                            |
| - державні                                     | 35                                             | 8 284                                          | 488                                            |
| - приватні                                     | 23                                             | 3 828                                          | 299                                            |

## Адміністративно-територіальний поділ
| Департамент        | Адміністративний центр | Населення (2010) | Площа (км²) | Мапа |
| ------------------ | ---------------------- | ---------------- | ----------- | ---- |
| Агірре             | Пінто                  | 7.797            | 3.692       |      |
| Альберді           | Кампо-Гальйо           | 18.303           | 13.507      |      |
| Атаміскі           | Вілья-Атаміскі         | 11.011           | 2.259       |      |
| Авельянеда         | Еррера                 | 21.124           | 3.902       |      |
| Банда              | Ла-Банда               | 144.136          | 3.597       |      |
| Бельграно          | Бандера                | 10.328           | 3.314       |      |
| Столичний          | Сантьяго-дель-Естеро   | 277.312          | 2.116       |      |
| Чоя                | Фріас                  | 35.832           | 6.492       |      |
| Копо               | Монте-Кемадо           | 31.228           | 12.604      |      |
| Фігероа            | Ла-Каньяда             | 17.568           | 6.695       |      |
| Хенераль-Табоада   | Аньятуя                | 38.066           | 6.040       |      |
| Гвасаян            | Сан-Педро              | 7.599            | 2.588       |      |
| Хіменес            | Посо-Ондо              | 14.368           | 4.832       |      |
| Хуан-Феліпе-Ібарра | Сунчо-Корраль          | 17.496           | 9.139       |      |
| Лорето             | Лорето                 | 19.876           | 3.337       |      |
| Мітре              | Вілья-Уньйон           | 1.881            | 3.667       |      |
| Морено             | Кімілі                 | 31.715           | 16.127      |      |
| Охо-де-Агва        | Вілья-Охо-де-Агва      | 15.354           | 6.269       |      |
| Пеллегріні         | Нуева-Есперанса        | 20.335           | 7.330       |      |
| Кебрачос           | Сумампа                | 10.540           | 3.507       |      |
| Ріо-Ондо           | Термас-де-Ріо-Ондо     | 53.650           | 2.124       |      |
| Рівадавія          | Сельва                 | 5.071            | 3.402       |      |
| Роблес             | Фернандес              | 43.896           | 1.424       |      |
| Салавіна           | Лос-Теларес            | 11.012           | 3.562       |      |
| Сан-Мартін         | Бреа-Посо              | 14.098           | 2.097       |      |
| Сарм'єнто          | Гарса                  | 9.177            | 1.549       |      |
| Сіліпіка           | Аррага                 | 7.688            | 1.179       |      |